# Cosmo's Midnight
Cosmo's Midnight est un duo de musique électronique australien composé des jumeaux Cosmo et Patrick Liney, originaires de Sydney. 

## Description
Formé en 2012, Cosmo's Midnight est un groupe de musique électronique, qui utilise également des éléments de pop et de R&B. Leurs morceaux ont été intégrés dans plusieurs compilations en 2015 comme Ministry of Sound, FUT.UR.ISM 3.0 et Chillout Sessions XVIII. Certains morceaux ont également été diffusés sur des stations de radio telles que Triple J, FBi Radio, BBC Radio 1, et KEXP. 
Le groupe a signé avec l'agence Astral People après avoir gagné un concours de remix de la musique Sleepless par l'artiste Flume lancé par Future Classic.
Ils ont sorti leur premier single, Phantasm (ft. Nicole Millar) en 2013, suivi par leur premier EP, Surge, publié sous le label indépendant Yes Please. Ils ont continué à remixer certains titres d'artistes comme Panama, Anna Lunoe et AlunaGeorge avant de signer chez Sony Music Australia en 2014.
Depuis, Cosmo's Midnight a sorti les singles Snare et Walk With Me, ainsi que leur second EP Moments (2015).

## Influence musicale
Cosmo's Midnight cite comme influence les Daft Punk, Chic, Nile Rodgers et le rap West Coast.

## Discographie

### Singles
- 2013 : Phantasm (ft. Nicole Millar)
- 2013 : Dofflin
- 2014 : Goodnight (ft. Polographia)
- 2014 : Moshi (ft. Polographia)
- 2014 : Snare (ft. Wild Eyed Boy)
- 2015 : Walk With Me (ft. Kučka)
- 2017 : History

### EPs
- 2013 : Surge
- 2015 : Moments